# Teslui (okręg Dolj)
Teslui – wieś w Rumunii, w okręgu Dolj, w gminie Teslui. W 2011 roku liczyła 592 mieszkańców.